# Huda Jama: Skrito za enajstimi pregradami
Huda Jama: Skrito za enajstimi pregradami je slovenska zgodovinska knjiga, ki so jo napisali slovenski zgodovinar Mitja Ferenc, slovenski kriminalist Pavel Jamnik in bosanski rudar Mehmedalija Alić. V knjigi avtorji obravnavajo podrobno raziskovanje množičnega grobišča v jami Barbara rov pri Laškem, kjer se je po drugi svetovni vojni leta 1945 zgodil partizanski zločin nad civilisti, domobranci in vojnimi ujetniki, ki so jih Titovi partizani pobili in žive zakopali oz. zabetonirali za enajstimi pregradami v rovu.
Knjigo je leta 2011 izdala založba Družina in je druga knjiga o prikritih grobiščih, ki jo je izdala založba Družina, prva je bila Poročilo Komisije Vlade RS za reševanje vprašanj prikritih grobišč v mandatu 2005 – 2008. Knjiga pripoveduje kratko predvojno zgodovino rudnika Barbara rov, povojni partizanski zločin v rudniku, pričevanja prič o zločinu v jami, prve zapise o množičnem grobišču v jami ter odkopavanje rudnika, odkrije jame, žrtve pokola in odkrivanje storilcev. Začetek knjige govori in prikazuje tudi podatke tudi o nekaj drugih množičnih grobiščih v bližini Celja, kot npr. Rudnik Pečovnik. V knjigi so uporabljene fotografije tako zunanjosti kot notranjosti jame Barbara rov, kot tudi fotografije odkopavanja apna in rušenje jamskih pregrad ter fotografije mumificiranih trupel žrtev.
Knjiga vsebuje tudi CD, ki omogoča ogled filma o Hudi Jami in njenem odkritju. Filmsko gradivo sta posnela Mitja Ferenc in Pavel Jamnik, režirala pa ga je Rosvita Pesek.